# Joseph Doutre
Pour les articles homonymes, voir Doutre.
Joseph Doutre (né le 11 mars 1825 et mort le 3 février 1886) est un écrivain, un journaliste, un homme politique et un avocat québécois ,. Directeur de l'Institut canadien de Montréal, il mena une longue lutte anticléricale contre Ignace Bourget.

## Biographie
Natif de Beauharnois, il fréquente l'école paroissiale et le petit séminaire de Montréal, où il chemine avec Joseph-Alexandre Baile, Magloire Lanctôt et Toussaint-Antoine-Rodolphe Laflamme. En 1843, après avoir terminé ses études au séminaire, il se lance dans le droit, où il trouve pour maîtres Norbert Dumas, Lewis Thomas Drummond et Augustin-Norbert Morin.
Reçu au barreau du Canada-Est en 1847, il a déjà fait du journalisme en collaborant pour le Ménestrel, l'Aurore des Canadas et les Mélanges religieux. Influencé par Eugène Sue, il publie en 1844 un roman intitulé Les Fiancés de 1812, mais son livre est condamné et jugé immoral par le clergé catholique. Néanmoins, il publie deux années plus tard le récit d'une relation incestueuse qui s'inspirait du René de Chateaubriand.
Sans être l'un des fondateurs de l'Institut, Doutre se joint tôt au groupe et se hisse à la tête de l'organisation au mois de juillet de 1847. Collaborateur du journal L'Avenir, il affirme avoir contribué à faire élire Louis-Hippolyte La Fontaine à la tête de la colonie. George-Étienne Cartier lui reprochait toutefois de libelle contre sa personne.
Exigeant la suppression des dîmes et l'annexion du Canada aux États-Unis, Doutre est rapidement soupçonné par les autorités d'attiser la révolution. Inquiété par la tournure des événements, Doutre s'imagine un accord secret entre James Bruce (Lord Elgin) et Ignace Bourget pour faire taire ses idées qu'il tentait de répandre. Ses écrits de l'époque, nourris d'une rage anticléricale sans précédent, témoignent de sa frustration face au rejet de ses projets idéalistes.
Doutre affirmait pouvoir réunir tous les jeunes gens de la société canadienne sous la bannière du progressisme. Il est choqué lorsque Louis Proulx, Elzéar-Alexandre Taschereau, Jean Langevin et Joseph-Édouard Cauchon deviennent des membres de l'Institut et l'obligent à cesser momentanément ses attaques dans les journaux. Désillusionné, il défend par la suite l'existence d'un complot clérico-conservateur destiné à cacher la vérité aux Canadiens-français.
En 1852, il constate que certains membres quittent l'Institut au profit d'une association rivale financée par l'évêché de Montréal. Auteur d'un essai qui lui vaut une récompense de l'Institut, celle-ci l'élit président en novembre de la même année. L'année suivante, en 1853, Doutre est très occupé à exiger l'abolition du système seigneurial, l'école non confessionnelle et l'éducation commerciale. Il fait aussi l'éloge du défunt libraire Édouard-Raymond Fabre avant de conclure que l'opinion publique n'avait pas envie pour le moment d'aborder de front la question de la laïcité des écoles.
Essayant de se faire élire au Conseil législatif dans Salaberry, il est défait en 1856 par Louis Renaud. En 1863, il est de nouveau battu par Alfred Pinsonneault comme candidat à l'Assemblée législative du Canada-Uni. Il ne se représentera plus à l'Assemblée, mais il haïra et blâmera à nouveau le clergé pour son mauvais sort électoral.
Avec son cousin et beau-frère Charles Daoust, il fait fréquemment l'objet de critiques dans les lettres pastorales de l'évêque montréalais. En conséquence, son Institut perd 138 membres et doit bientôt rivaliser avec l'Institut canadien-français. Ayant trouvé un allié dans la personne de George Brown, il lui confie qu'il croit nécessaire de lutter diplomatiquement contre les catholiques pour établir un système de neutralité éducative.
Mgr Bourget, qui avait lu l'encyclique Mirari Vos de Grégoire XVI, s'indigne contre les avancées de Joseph Doutre et lui reproche son mépris envers la religion catholique. Exaspéré, Doutre revient rapidement au droit et s'associe avec Joseph Lenoir, Wilfrid Laurier, Raoul Dandurand et Médéric Lanctot.
En 1867, Joseph Doutre est élu bâtonnier du Barreau de Montréal pour le bâtonnat de 1867-1868.
Dans le gouvernement de Brown et d'Antoine-Aimé Dorion, Doutre est le premier représentant de sa profession et il occupait des tâches administratives de première importance, tel vérificateur en chef.
Auteur dans plusieurs revues juridiques, il a plaidé en faveur des censitaires et a pris une part active dans l'affaire Guibord, qui passionne le public canadien pendant près de deux décennies, de 1858 à 1875. Joseph Guibord ayant été finalement enterré en 1875, Doutre se félicite de ce gain obtenu tardivement.
Se sentant vieillir, il constate dans les années 1880 que presque tous ses anciens amis libéraux ont embrassé la foi de l'Église catholique. Toujours animé d'un radicalisme athée, il refuse à nouveau de renouer avec la foi de sa jeunesse. Dans les dernières confidences qu'il accorde à Honoré Mercier, il avoue cependant qu'un peu de conciliation lui aurait été utile au cours de sa vie. Il meurt à Montréal le 3 février 1886 et est enterré dans le principal cimetière protestant de la ville.
Il avait épousé en 1858 Angéline Varin, fille de Jean-Baptiste Varin et d'Hermine Raymond. Il s'est remarié en secondes noces avec Harriet Greene, fille de Calvin Greene.

## Œuvres
- Les Fiancés de 1812, roman, Montréal, Louis Perreault, 1844
- Plaidoyer pour Guibord, édition préparée et présentée par Robert Hébert, Éditions Liber, 2008